# Leichtathletik-Europameisterschaften 1982/4 × 400 m der Männer

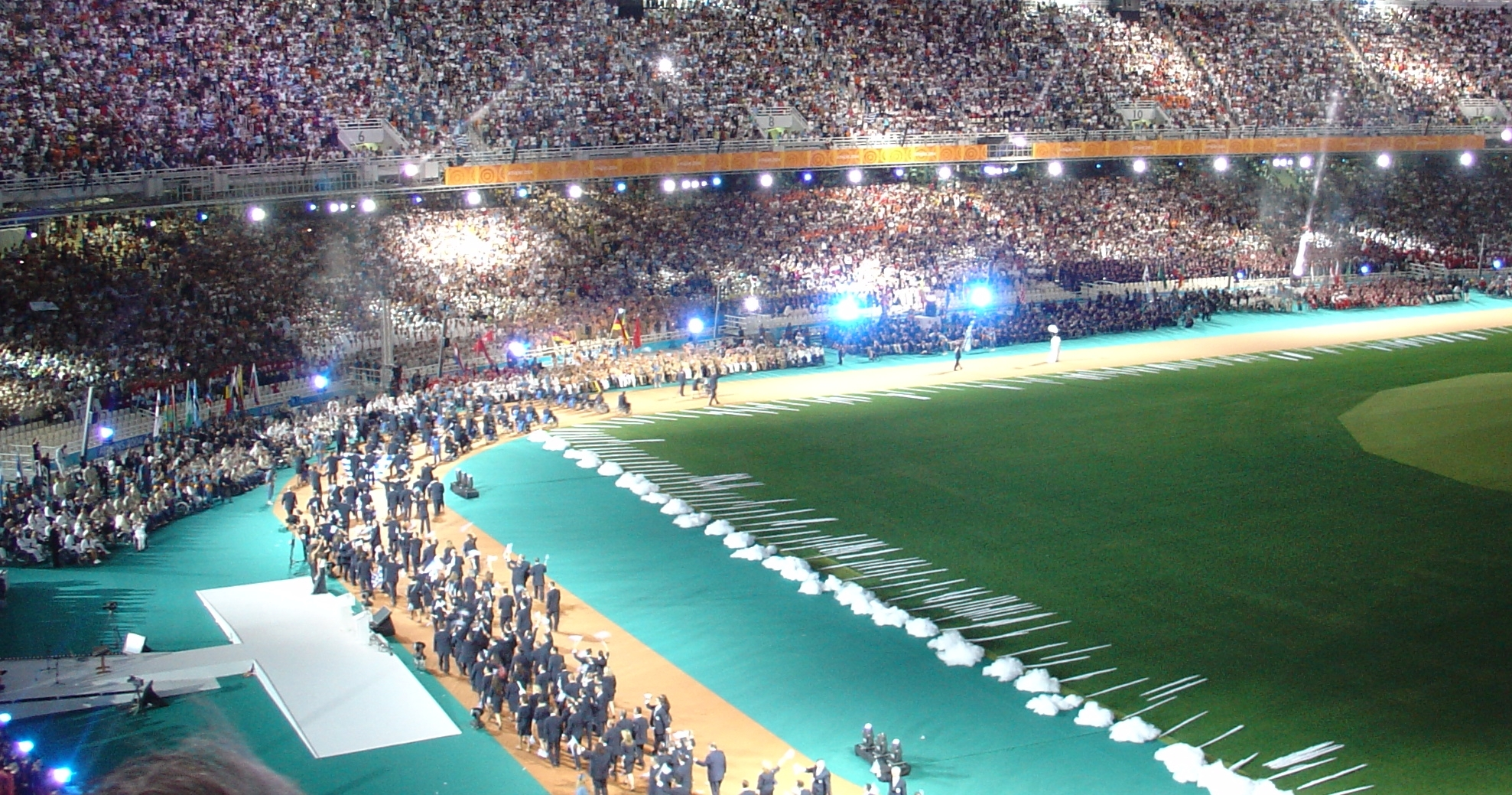
Das Athener Olympiastadion bei der Eröffnung der Paralympics 2004

Die 4-mal-400-Meter-Staffel der Männer bei den Leichtathletik-Europameisterschaften 1982 wurde am 10. und 11. September 1982 im Olympiastadion von Athen ausgetragen.
Europameister wurde die Bundesrepublik Deutschland mit Erwin Skamrahl, Harald Schmid, Thomas Giessing und Hartmut Weber sowie dem im Vorlauf außerdem eingesetzten Edgar Nakladal. Den zweiten Platz belegte Großbritannien (David Jenkins, Garry Cook, Todd Bennett, Philip Brown). Bronze ging an die UdSSR mit Alexander Troschtschilo, Pawel Roschtschin, Pawel Konowalow und Wiktor Markin sowie dem im Vorlauf außerdem eingesetzten Wladimir Pronin.
Auch die in den Vorläufen für die Medaillengewinner eingesetzten Läufer erhielten entsprechendes Edelmetall. Der EM-Rekord dagegen stand nur den tatsächlich laufenden Athleten zu.

## Rekorde

### Bestehende Rekorde
| Weltrekord           | 2:56,16 min | USA (Vince Matthews, Ron Freeman, Larry James, Lee Evans)                              | OS Mexiko-Stadt, Mexiko    | 20. Oktober 1968   |
| Europarekord         | 3:00,46 min | Großbritannien (Martin Reynolds, Alan Pascoe, David Hemery, David Jenkins)             | OS München, BR Deutschland | 10. September 1972 |
| Meisterschaftsrekord | 3:02,04 min | BR Deutschland (Martin Weppler, Franz-Peter Hofmeister, Bernd Herrmann, Harald Schmid) | EM Prag, Tschechoslowakei  | 3. September 1978  |

### Rekordverbesserung
Die Europameisterstaffel aus der Bundesrepublik Deutschland verbesserte den bestehenden EM-Rekord in der Besetzung Erwin Skamrahl, Harald Schmid, Thomas Giessing und Hartmut Weber im Finale am 11. September um 1,53 Sekunden auf 3:00,51 min. Zum Europarekord fehlten nur fünf Hundertstelsekunden, zum Weltrekord 4,35 s.

## Legende
Kurze Übersicht zur Bedeutung der Symbolik – so üblicherweise auch in sonstigen Veröffentlichungen verwendet:
| CR  | Championshiprekord                       |
| DNF | Wettkampf nicht beendet (did not finish) |

## Vorrunde
10. September 1982
Die Vorrunde wurde in zwei Läufen durchgeführt. Die ersten drei Staffeln pro Lauf – hellblau unterlegt – sowie die darüber hinaus zwei zeitschnellsten Staffeln – hellgrün unterlegt – qualifizierten sich für das Finale.

### Vorlauf 1
| Platz | Staffel          | Besetzung                                                                 | Zeit (min) |
| ----- | ---------------- | ------------------------------------------------------------------------- | ---------- |
| 1     | Großbritannien   | David Jenkins Garry Cook Todd Bennett Philip Brown                        | 3:02,52    |
| 2     | Sowjetunion      | Pawel Konowalow Pawel Roschtschin Wladimir Pronin Alexander Troschtschilo | 3:02,98    |
| 3     | Tschechoslowakei | František Břečka Dusan Malovec Miroslav Záhořák Stanislav Sajdok          | 3:03,06    |
| 4     | Italien          | Roberto Tozzi Roberto Ribaud Pietro Mennea Mauro Zuliani                  | 3:03,66    |
| 5     | Schweden         | Sven Nylander Staffan Blomstrand Eric Josjö Per-Ola Olsson                | 3:05,32    |
| 6     | Jugoslawien      | Ismail Macev Goran Humar Jozef Kereši Željko Knapić                       | 3:08,44    |

### Vorlauf 2
| Platz | Staffel        | Besetzung                                                                            | Zeit (min) |
| ----- | -------------- | ------------------------------------------------------------------------------------ | ---------- |
| 1     | Polen          | Ryszard Wichrowski Ryszard Szparak Ryszard Podlas Andrzej Stepien                    | 3:05,31    |
| 2     | BR Deutschland | Erwin Skamrahl Harald Schmid Edgar Nakladal Hartmut Weber                            | 3:05,39    |
| 3     | Frankreich     | Paul Bourdin Aldo Canti Didier Dubois Pascal Barré                                   | 3:05,49    |
| 4     | Schweiz        | Andreas Kaufmann Urs Kamber René Gloor Rolf Gisler                                   | 3:05,64    |
| 5     | Griechenland   | Georgios Vamvakas Nikolaos Megalemos Panagiotis Stefanopoulos Athanásios Kaloyiánnis | 3:09,42    |
| DNF   | Spanien        | Benjamin González Marceliano Ruiz Colomán Trabado Ángel Heras                        |            |

## Finale
11. September 1982
| Platz | Staffel          | Besetzung | Zeit (min) |
| ----- | ---------------- | --- | ---------- |
| 1     | BR Deutschland   | Erwin Skamrahl Harald Schmid Thomas Giessing (Finale) Hartmut Weber im Vorlauf außerdem: Edgar Nakladal               | 3:00,51 CR |
| 2     | Großbritannien   | David Jenkins Garry Cook Todd Bennett Philip Brown                                                                    | 3:00,67    |
| 3     | Sowjetunion      | Alexander Troschtschilo Pawel Roschtschin Pawel Konowalow Wiktor Markin (Finale) im Vorlauf außerdem: Wladimir Pronin | 3:00,79    |
| 4     | Polen            | Ryszard Wichrowski Ryszard Szparak Andrzej Stepien Ryszard Podlas                                                     | 3:02,77    |
| 5     | Tschechoslowakei | Miroslav Záhořák František Břečka Dusan Malovec Stanislav Sajdok                                                      | 3:02,82    |
| 6     | Italien          | Pietro Mennea Roberto Tozzi Roberto Ribaud Mauro Zuliani                                                              | 3:03,21    |
| 7     | Frankreich       | Paul Bourdin Aldo Canti Didier Dubois Pascal Barré                                                                    | 3:04,73    |
| 8     | Schweden         | Sven Nylander Eric Josjö Per-Ola Olsson Staffan Blomstrand                                                            | 3:06,91    |

## Videolink
- 1982 European Championships 4x400m relay - men, www.youtube.com, abgerufen am 2. Dezember 2022